# Janskerk (Utrecht)

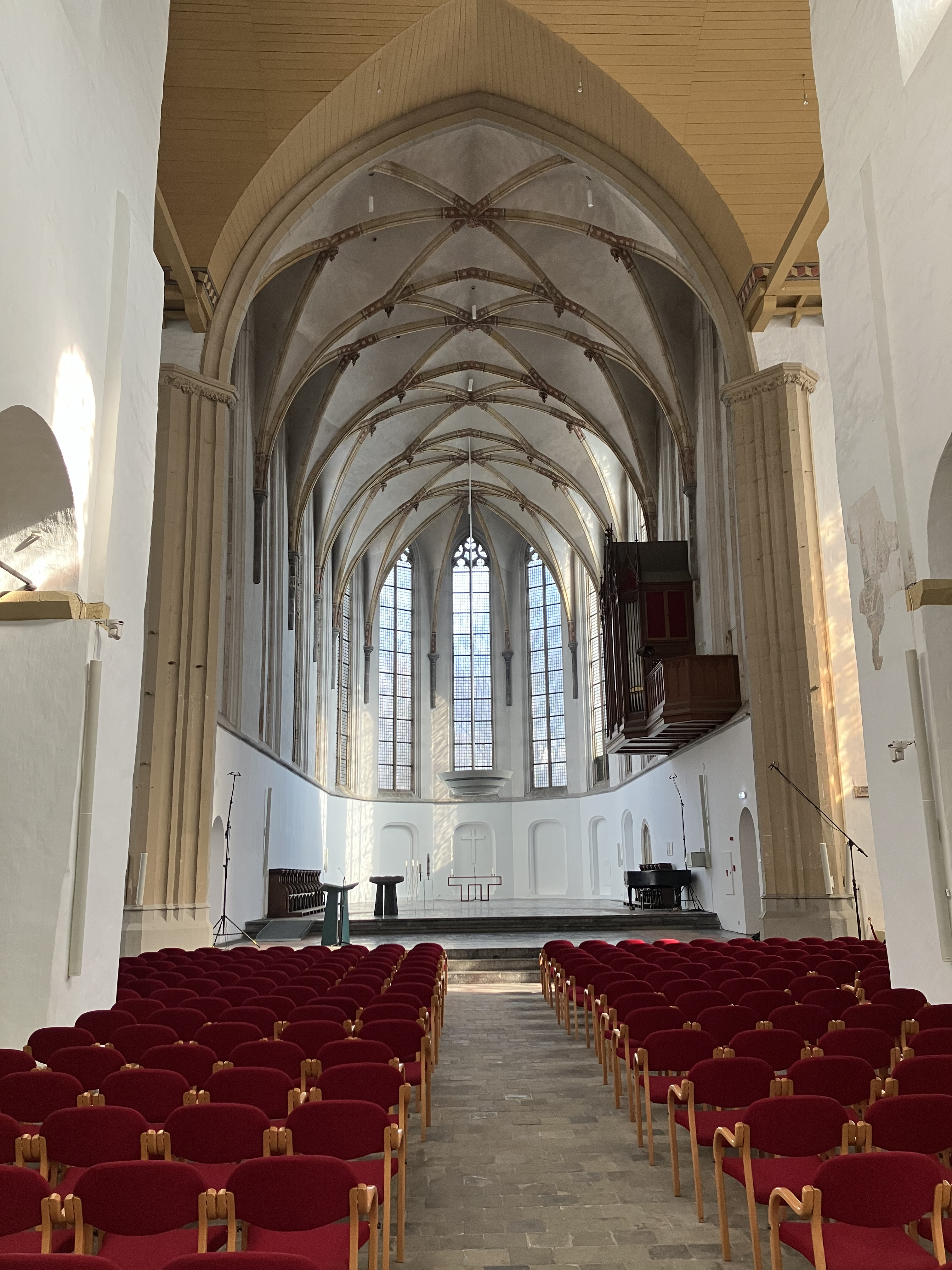
Interieur van het romaanse schip en het gotische koor van de Janskerk in Utrecht.

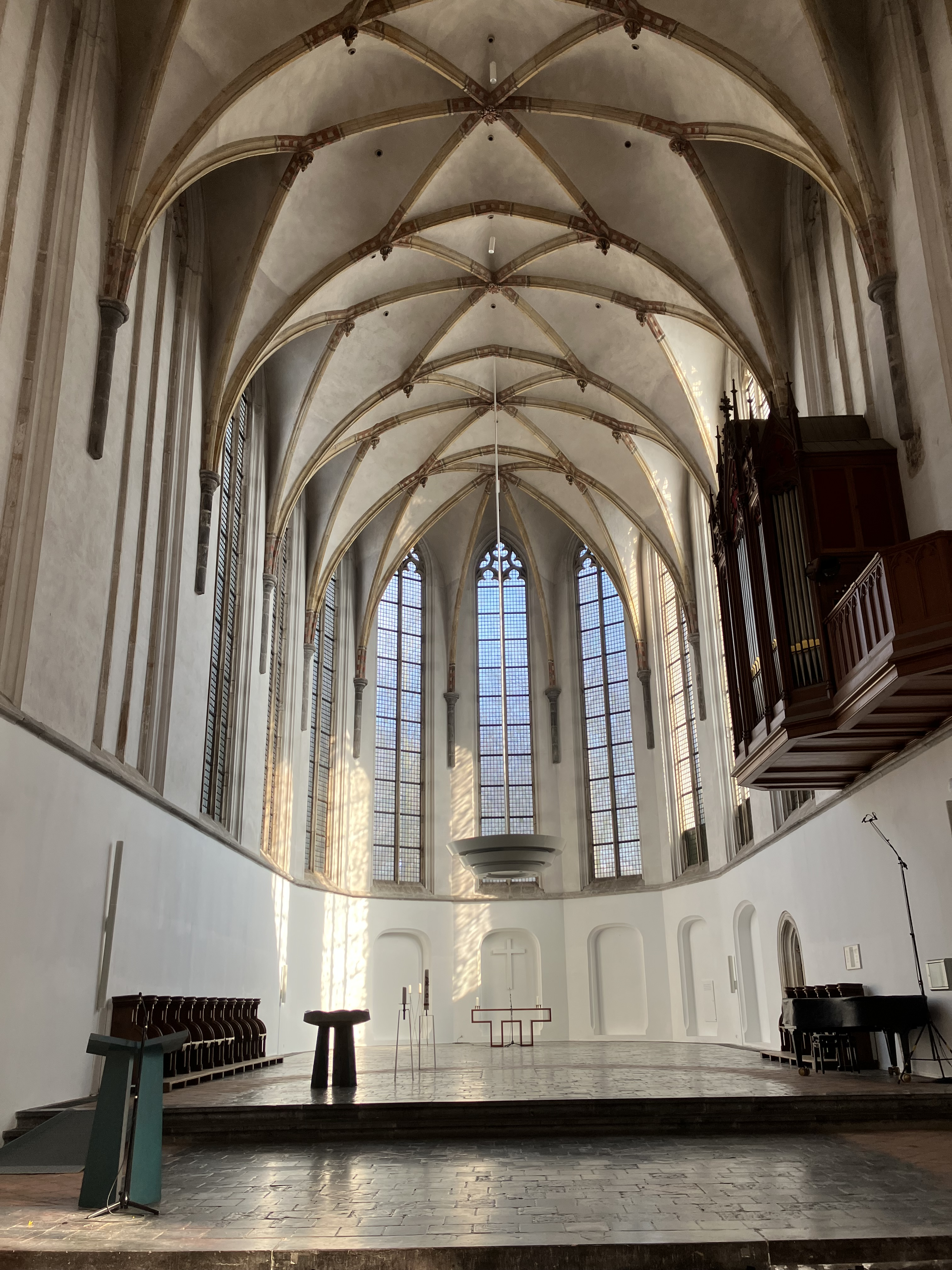
Het gotische koor van de Janskerk in Utrecht, interieur.

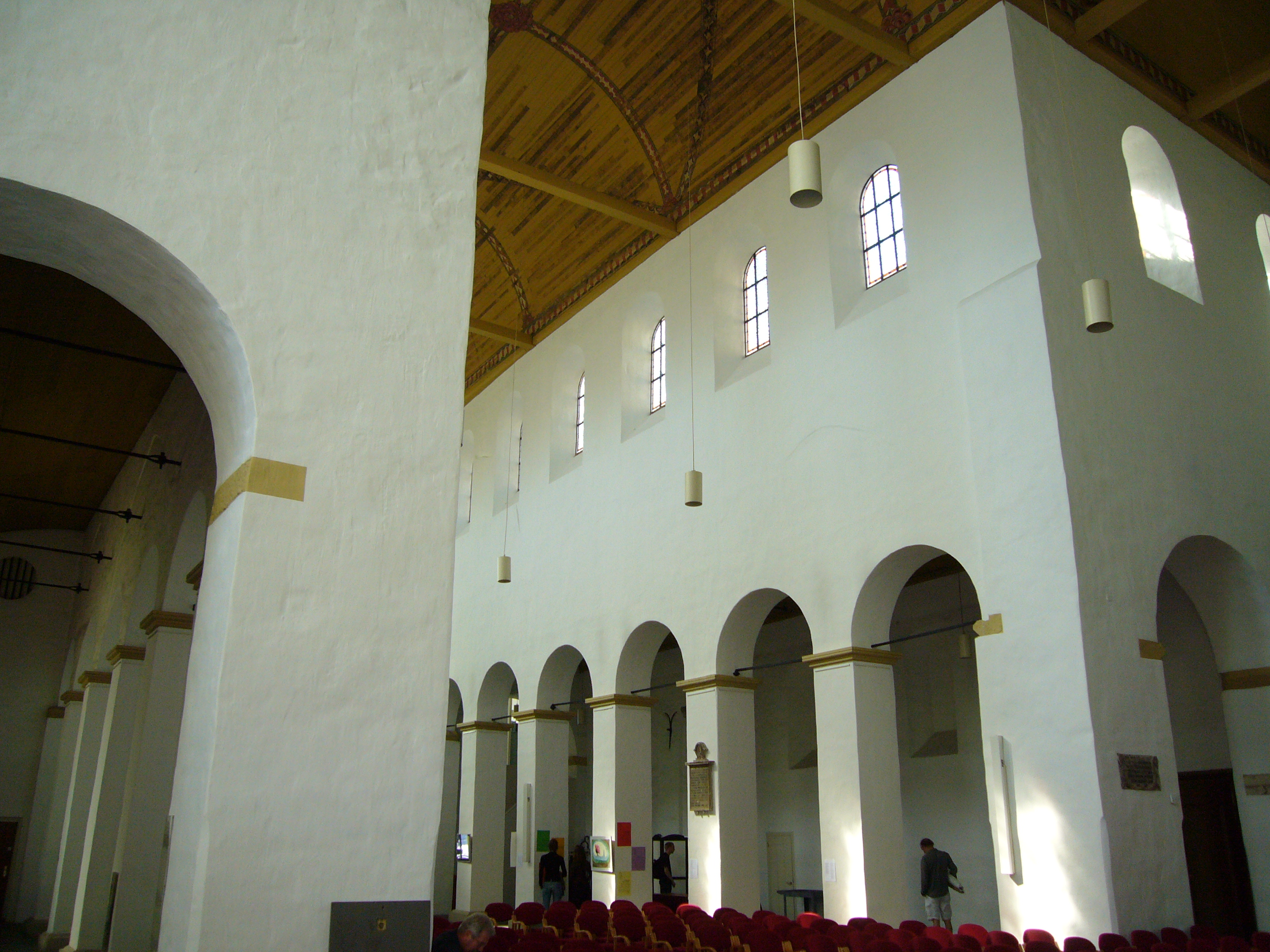
Het romaanse schip van de Janskerk, oude toestand.

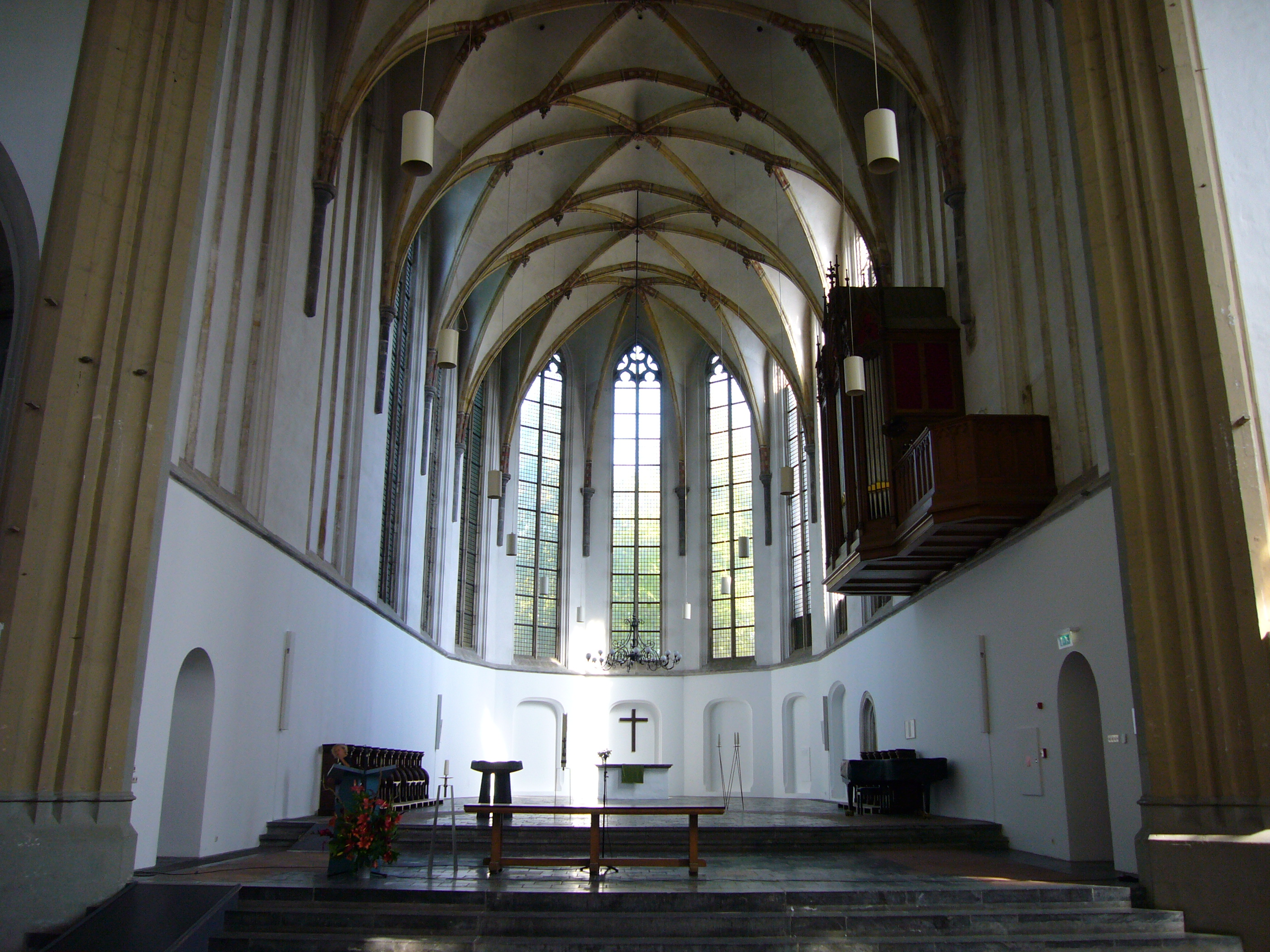
Het gotische koor van de Janskerk, oude toestand.

De Janskerk staat op het Janskerkhof in de Nederlandse stad Utrecht. Ze werd kort na 1040 gesticht door bisschop Bernold en gewijd aan Johannes de Doper. Zij was in de Middeleeuwen een van de vijf kapittelkerken van de stad (de andere waren de Dom, de Salvatorkerk, de Pieterskerk en de Mariakerk). Aan het kapittel van Sint-Jan waren twintig kanunniken verbonden. Hiermee verbonden was de proosdij. 

## Geschiedenis
De Janskerk was oorspronkelijk grotendeels identiek aan de even oude Pieterskerk en aan de niet meer bestaande kerk van de Paulusabdij. Deze drie kerken werden door bisschop Bernold gesticht als onderdeel van een vermeend kerkenkruis, waarvan de Janskerk de noordelijke punt vormde.
Belangrijkste verschil met de Pieterskerk was het iets kleinere formaat van de Janskerk. Daarnaast bezat de Janskerk een ander westwerk met een halfronde apsis tussen de twee (verdwenen) torens in, maar deze apsis is waarschijnlijk een toevoeging uit de 12e eeuw geweest. De pandhof bevond zich bij uitzondering aan de noordzijde van de kerk, aangezien aan de zuidzijde de oever van een oude Rijnarm de bouw onmogelijk maakte.
Van het originele bouwwerk in romaanse stijl zijn het schip en het dwarsschip grotendeels bewaard gebleven. De ronde zuilen uit rode zandsteen werden echter in de dertiende eeuw ommetseld tot vierkante pijlers. Een van de oorspronkelijke zuilen is uit het omringende metselwerk gehaald en in de noorderzijbeuk opgesteld.
Het kleine romaanse koor met crypte werd van 1508 tot 1539 vervangen door het huidige groots opgezette koor met zijkapellen in laatgotische stijl, vermoedelijk naar ontwerp van Willem van Noort.
Het romaanse westwerk is in stappen verdwenen: in de 14e eeuw is de noordelijke toren waarschijnlijk al ingestort; de zomerstorm van 1674, die met een tornado onder meer het schip van de Dom omverblies, bracht verdere schade aan, en de laatste resten van het westwerk, inclusief de zuidelijke toren, werden in 1681 gesloopt en vervangen door een eenvoudige nieuwe gevel naar ontwerp van Ghijsbert Theunisz. van Vianen. Tegelijkertijd werd de pandhof gesloopt en de Antoniuskapel vervangen door de hoofdwacht links naast de voorgevel van de kerk. De rijkversierde gevelsteen uit 1660 is afkomstig van de voorganger van deze hoofdwacht.
Tot 1580 behoorde de kerk met de omringende immuniteit toe aan het kapittel van Sint-Jan. Na de Reformatie werd het koor ingericht als stadsbibliotheek (de voorloper van de universiteitsbibliotheek), terwijl de Waalse en Engelse gemeenten in de rest van het gebouw kerkten. In 1656 werd de Janskerk in gebruik genomen als Nederduits Gereformeerde kerk, hoewel de bibliotheek van de Utrechtse universiteit nog tot 1821 in het koor gehuisvest bleef. Kort na de Franse tijd aan het begin van de 19e eeuw deed de kerk tijdelijk dienst als kazerne voor Russische en Pruisische soldaten.
Om de kerk beter geschikt te maken voor de protestantse dienst, werd in 1657 de helft van de pijlers in het schip weggebroken en tussen de resterende pijlers spitsbogen aangebracht. Deze wijziging zorgde voor constructieve problemen in de lichtbeuk en werd in de jaren 1970 als esthetisch onbevredigend beoordeeld. Bij de laatste restauratie, die van 1977 tot 1981 geduurd heeft, werd teruggegrepen op de dertiende-eeuwse situatie.
De Janskerk speelde een belangrijke rol in de Oecumene. Vanaf 1958 werden hier wekelijks op woensdagmiddag diensten gehouden waaraan alle protestantse en later ook katholieke kerken deelnamen. Deze werden bezocht onder anderen door de latere predikant Nico ter Linden, koningin Juliana en prinses Irene. Sinds 1981 vonden in de Janskerk de vieringen plaats van de Evangelische Universiteitsgemeente, later de EUG Oekumenische Studentengemeente en tegenwoordig de Oecumenische Janskerkgemeente. Hiernaast werd de kerk verhuurd voor talrijke concerten en evenementen; hieraan kwam in 2024 een einde. 

## Actueel
Iedere zondag om 11:00 uur is er in de Janskerk een oecumenische viering van de Oecumenische Janskerkgemeente. De vieringen zijn vrij toegankelijk; ze worden live uitgezonden via Kerkdienstgemist en zijn daar ook terug te kijken. 
De voorgangers zijn Kees van der Zwaard, Elise Woertman (beiden gemeentepastores) en Jorn den Hertog (studentenpastor namens het Interkerkelijk Studentenpastoraat IPSU). Daarnaast gaan ook regelmatig protestantse en katholieke gastvoorgangers voor. In de vieringen speelt muziek een belangrijke rol. Veelal gaat het om liederen van Huub Oosterhuis, maar er worden ook nieuwe composities gemaakt, in samenwerking met bijvoorbeeld Bert van den Brink (2022), Mathilde Wantenaar (2017) en Henny Vrienten (2008). Elke twee weken zingt het Janskoor o.l.v. Hans Leeuwenhage. Vaste pianist en organist is Laurens de Man. Bij afwezigheid van het koor is er een cantor.
In 2023 werd bekend dat de Protestantse Theologische Universiteit (PThU) de Janskerk langdurig gaat huren van de eigenaar, de Protestantse Gemeente Utrecht (PGU). In verband hiermee zal er binnenin de kerk een verbouwing plaatsvinden, volgens planning in 2025/2026. Daarbij zal ook worden geprobeerd om het gebouw energiezuiniger te maken. Op 29 juni 2025 werden de definitieve plannen hiervoor gepresenteerd door architect Margaux Platenburg (Van Hoogevest Architecten). In de nieuwe situatie zal de Janskerkgemeente haar vieringen in de Janskerk blijven houden.

## Interieur

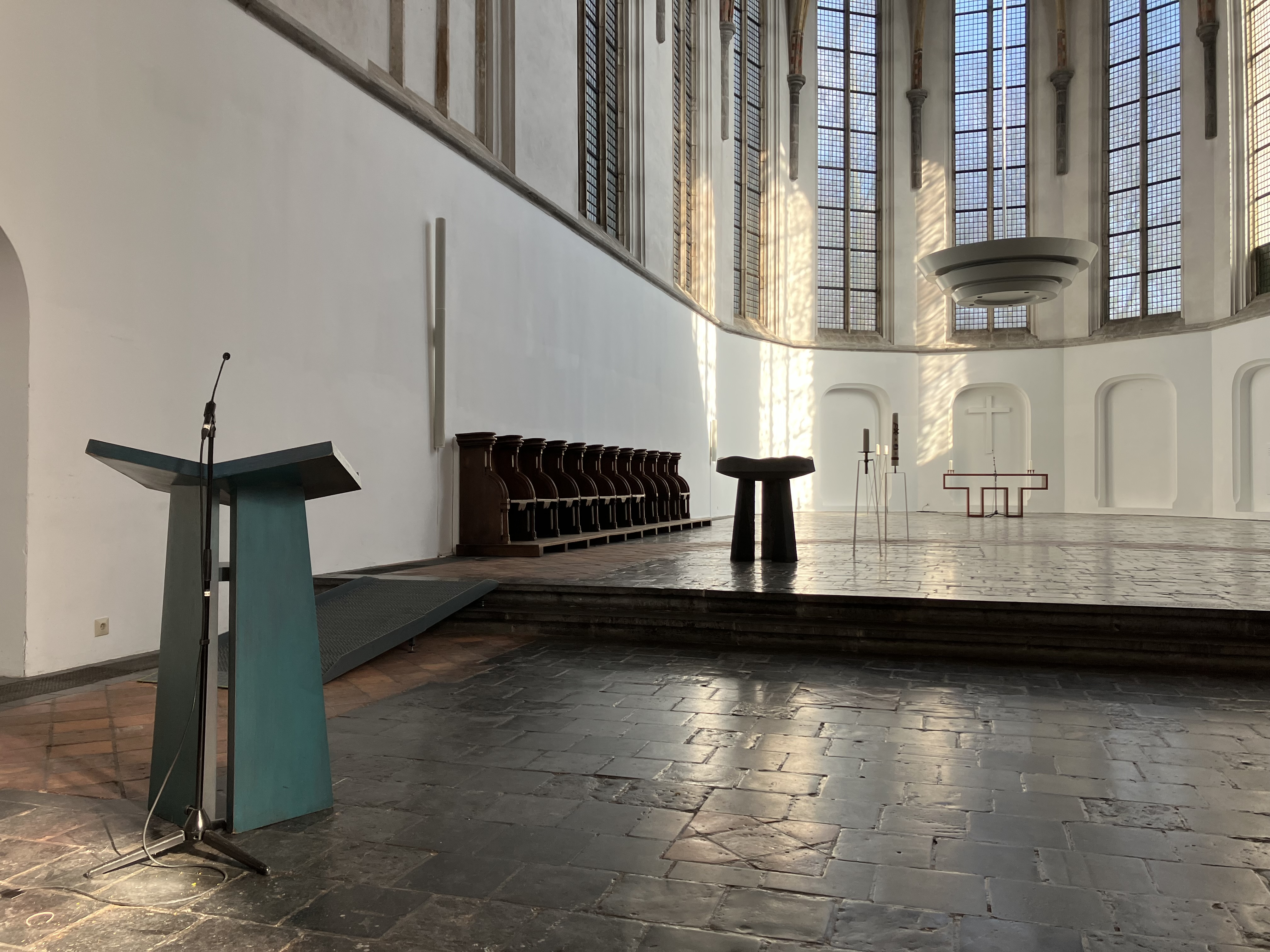
Lezenaar, doopvont en altaartafel in de Janskerk in Utrecht.

- Bezienswaardigheden in het interieur zijn onder meer de gotische graftombe voor Dirk van Wassenaer (†1465), proost van het Sint-Janskapittel, met liggend beeld van de overledene, en het grafmonument voor de student Balthasar Fredericus à Stosch uit 1743. Bijzonder is het grotendeels bewaard gebleven beschilderde houten tongewelf in het middenschip en dwarsschip; het dateert van na een grote stadsbrand in 1279. De voormalige kapittelzaal heeft achttiende-eeuws goudleren behang.

- Het orgel van Johann Bätz en Christian Gottlieb Friedrich Witte hangt in het koor. Het dateert uit 1861.
- In de Janskerk is in 1491 Thomas Basin begraven, de verbannen bisschop van Lisieux die in opdracht van de paus over het proces van Jeanne d'Arc had geschreven. Zijn rustplaats is in het koor aangegeven.
- Een belangrijk romaans reliëf met een afbeelding van Johannes de Doper uit circa 1175-1200, afkomstig van het ambo in de Janskerk, wordt bewaard in het Centraal Museum in Utrecht.
- Een aantal liturgische elementen in het hoogkoor is sinds 1986 ontworpen door Willem Noyons: het doopvont, de lezenaar, een aantal kandelaars en de 'doorzichtige' altaartafel.
- In de Stefanuskapel is het schilderij 'Mozes en het brandende braambos' van Johannes Wickert te zien. Dit was in 2024 onderdeel van de tentoonstelling 'Het wachtende blauw'.[3]
- Een goede impressie van het interieur is te krijgen bij Kerken Kijken Utrecht.

Historische kerkgebouwen:
Sint-Augustinuskerk · Buurkerk · Sint-Catharinakathedraal · Domkerk · Doopsgezinde kerk · Geertekerk · Jacobikerk · Jacobuskerk · Janskerk · Kerkenkruis · Lutherse Kerk · Mariakerk · Maria Minor · Nicolaïkerk · Pieterskerk · Sint-Gertrudiskathedraal · Sint-Martinuskerk · Sint-Salvatorkerk · Sint-Willibrordkerk · Westerkerk

Overige kerkgebouwen:
Adventkerk · Bethelkerk · Blijde Boodschapkerk · Gerardus Majellakerk · Heilig Hartkerk · Holy Trinity Church · H. Johannes de Doper en H. Bernarduskerk · Johanneskerk · Mattheüskerk · Nieuwe Kerk · Sint-Aloysiuskerk ·Sint-Antoniuskerk · Sint-Dominicuskerk · Sint-Gertrudiskerk · Sint-Jacobuskerk · Sint-Josephkerk · Sint-Rafaëlkerk · Stefanuskerk · Tuindorpkerk · Wederkomst des Herenkerk · Wilhelminakerk · Willem de Zwijgerkerk

Deels gesloopte kerken:
Oranjekerk

Gesloopte kerken:
Christus Koningkerk · Begijnekerk · Heilig Kruiskapel · Johannes de Doperkerk  · Julianakerk · Lucaskerk · Onze-Lieve-Vrouw-van-Goede-Raadkerk · 
Onze-Lieve-Vrouw-ten-Hemelopnemingkerk · Oosterkerk · Sint-Bernarduskerk · Sint-Dominicuskerk (Walsteegkerk) · Sint-Ludgeruskerk · Sint-Monicakerk · Sint-Nicolaaskerk · Sint-Pauluskerk · Sint-Salvatorkerk · Vaartkerk · Zuiderkerk

Voormalige kerken:
Emmaüskerk · Noorderkerk · Leeuwenbergkerk · Sint-Isidoruskerk

Lijst van kerken in Utrecht